# Canton de Saulxures-sur-Moselotte
Le canton de Saulxures-sur-Moselotte est une ancienne division administrative française, qui était située dans le département des Vosges et la région Lorraine.

## Composition
| Nom                                 | Code Insee | Intercommunalité     | Superficie (km2) | Population (dernière pop. légale) | Densité (hab./km2) |
| ----------------------------------- | ---------- | -------------------- | ---------------- | --------------------------------- | ------------------ |
| Saulxures-sur-Moselotte (chef-lieu) | 88447      | CC des Hautes Vosges | 31,87            | 2 720 (2014)                      | 85                 |
| Basse-sur-le-Rupt                   | 88037      | CC des Hautes Vosges | 13,73            | 876 (2014)                        | 64                 |
| La Bresse                           | 88075      | CC des Hautes Vosges | 57,94            | 4 282 (2014)                      | 74                 |
| Cornimont                           | 88116      | CC des Hautes Vosges | 40,23            | 3 331 (2014)                      | 83                 |
| Gerbamont                           | 88197      | CC des Hautes Vosges | 9,69             | 368 (2014)                        | 38                 |
| Rochesson                           | 88391      | CC des Hautes Vosges | 21,49            | 704 (2014)                        | 33                 |
| Sapois                              | 88442      | CC des Hautes Vosges | 16,89            | 648 (2014)                        | 38                 |
| Thiéfosse                           | 88467      | CC des Hautes Vosges | 7,62             | 612 (2014)                        | 80                 |
| Vagney                              | 88486      | CC des Hautes Vosges | 24,91            | 3 929 (2014)                      | 158                |
| Ventron                             | 88500      | CC des Hautes Vosges | 24,97            | 857 (2014)                        | 34                 |

## Histoire
À la Révolution, Cornimont fut choisi comme chef-lieu de canton de 1790 à l'an XI, dans le district de Remiremont. Par arrêté consulaire du 26 ventôse an XI, le chef-lieu du canton de Cornimont fut transféré à Saulxures-sur-Moselotte.
Le redécoupage cantonal de 2014 a inclus l'entité dans le canton de La Bresse nouvellement créé.

## Représentation

### Conseillers d'arrondissement (de 1833 à 1940)
Le canton de Saulxures avait deux conseillers d'arrondissement.
Il appartenait à l'arrondissement de Remiremont jusqu'à sa disparition en 1926.
| Période                                  | Période          | Identité                        | Étiquette   | Qualité |
| ---------------------------------------- | ---------------- | ------------------------------- | ----------- | --- |
| 1833                                     | 1842             | Jean Thiébaut Géhin (1796-1843) |             | Fabricant de textiles, filateur de coton, maire de Saulxures                                                |
| 1833                                     | 1845             | Barthélemy Laurent              |             | Maire de Cornimont                                                                                          |
| 1842                                     | 1845             | M. Perrin                       |             | Propriétaire à Cornimont                                                                                    |
| 1845                                     | 1848             | Jean-Baptiste Flageolley        |             | Fabricant à Vagney                                                                                          |
| 1845                                     | 1848             | Jean-Baptiste Mougel            |             | Fabricant à La Bresse                                                                                       |
|                                          |                  |                                 |             | |
|                                          | 1888 (démission) | Désiré Valdenaire               | Républicain | Notaire à Cornimont                                                                                         |
| 1889                                     | 1894             | Victor Germain                  | Républicain | Industriel, maire de Ventron                                                                                |
| 1889                                     | 1894 (démission) | M. Martin                       | Républicain | Nommé juge de paix à Blâmont (Meurthe-et-Moselle) en 1893                                                   |
| 1894                                     | 1897 (démission) | Denis Roussel                   |             | Maire de Vagney                                                                                             |
|                                          |                  |                                 |             | |
| 1913                                     | 1919             | Albert Valdenaire               | Républicain | Notaire, maire de Cornimont, Président du conseil d'arrondissement                                          |
| 1913                                     | 1919             | Paul Mansuy                     |             | Maire de Rochesson                                                                                          |
| 1919                                     | 1924 (décès)     | Jules-Camille Blaison           |             | Huissier, maire de Saulxures                                                                                |
| 1919                                     | 1925             | Alfred Chenal                   |             | Maire de Vagney                                                                                             |
| 1924                                     | 1933 (décès)     | Georges Steiger                 | Républicain | Maire de Saulxures                                                                                          |
| 1925                                     | 1940             | Louis Boulay (1871-1947)        | URD         | Cultivateur, maire de Vagney                                                                                |
| 1933                                     | 1940             | Camille Rudler (1873-1954)      | URD         | Fromager, adjoint au maire de Saulxures                                                                     |
| 1940                                     |                  |                                 |             | Les conseils d'arrondissement ont été suspendus par la loi du 12 octobre 1940 et n'ont jamais été réactivés |
| Les données manquantes sont à compléter. |                  |                                 |             | |

### Conseillers généraux de 1833 à 2015
| Période               | Identité                      | Parti        | Qualité |
| --------------------- | ----------------------------- | ------------ | --- |
| 1833-1836             | Claude Valdenaire             |              | Inspecteur de l'Enregistrement, prêtre Maire de Ventron |
| 1836-1839             | Jean Géhin                    |              | Manufacturier Maire de Saulxures-sur-Moselotte (1831-1843), conseiller d'arrondissement |
| 1839-1843 (décès)     | Claude Valdenaire (1766-1843) |              | Inspecteur de l'Enregistrement Maire de Ventron |
| 1844-1848             | Vicomte Henri Siméon          |              | Directeur de l'administration des tabacs Président du Conseil Général (1844-1847) Préfet des Vosges (1830-1835) Préfet du Loiret (1835-1840) Préfet de la Somme (1840-1841) Député des Vosges (1843-1848) Député du Var (1850-1852) |
| 1848-1861             | Jean Georgel                  |              | Notaire à Cornimont |
| 1861-1864             | Auguste Géhin                 |              | Manufacturier Maire de Saulxures-sur-Moselotte (1862-1863) |
| 1864-1870             | Georges Perrin                |              | Manufacturier (filateur) Maire de Cornimont |
| 1870-1871             | Nicolas Thomas                |              | Huissier Maire de Vagney |
| 1871-1888 (décès)     | Nicolas Claude                |              | Manufacturier Président du Conseil Général (1872-1874 et 1876-1879) Député (1871-1876) Sénateur inamovible (1876-1888) |
| 1888-1894             | Désiré Valdenaire             | Républicain  | Notaire à Cornimont, conseiller d'arrondissement |
| 1894-1896 (décès)     | Victor Germain                | Républicain  | Industriel Maire de Ventron (1888-1896), conseiller d'arrondissement |
| 1896-1919             | Henri Larché                  | Républicain  | Médecin Conseiller municipal de Cornimont (1881-1928) |
| 1919-1940             | Louis Gaillemin               | URD          | Médecin Maire de Cornimont (1929-1944) Sénateur (1939-1944) Député (1934-1939) Membre de la Commission administrative départementale (1941-1943) Nommé conseiller départemental en 1943                                             |
|                       |                               |              | |
| 1945-1960 (décès)     | Louis Gaillemin               | DVD puis ARS | Médecin Maire de Cornimont (1929-1944 et 1947-1953) Sénateur (1939-1944) Député (1934-1939) |
| 12 février 1961-1973  | Claude Germain                | RI           | Industriel Maire de Ventron (1933-1947 et 1950-1977) |
| 1973-1979             | Gérard Braun                  | UDR puis RPR | Pharmacien Député (1973-1981) Maire de Cornimont (1965-1995) Conseiller régional (1974-1981 et 1983-2004) |
| 1979-1985             | Guy Vaxelaire                 | PS           | Employé en disponibilité Maire de La Bresse (1977-2014) |
| 1985-1992             | Gérard Braun                  | RPR          | Maire de Cornimont (1965-1995) Conseiller régional (1974-1981 et 1983-2004) Sénateur (1995-2004) |
| 1992-2014 (démission) | Guy Vaxelaire                 | PS           | Technicien TDF, maire de La Bresse |
| 2014-2015             | Élise Calais                  | PS           | Haut-fonctionnaire en administration centrale, originaire de La Bresse |

## Démographie
| 1962   | 1968   | 1975   | 1982   | 1990   | 1999   | 2006   | 2011   | 2012   |
| ------ | ------ | ------ | ------ | ------ | ------ | ------ | ------ | ------ |
| 20 868 | 20 939 | 21 471 | 20 862 | 20 151 | 19 644 | 19 318 | 18 886 | 18 670 |